# Toomas Tõniste
Toomas Tõniste, né le 26 avril 1967 à Tallinn (Estonie), est un homme politique et un skipper estonien. Il est ministre des Finances dans le gouvernement Ratas I de 2017 à 2019.

## Biographie

### Carrière sportive
Toomas Tõniste participe aux Jeux olympiques d'été de 1988 à Séoul et remporte la médaille d'argent dans la catégorie du 470 avec son frère Tõnu Tõniste. Lors des Jeux olympiques d'été de 1992 à Barcelone, il concourt dans la même catégorie et remporte la médaille de bronze, toujours en compagnie de son frère.